# Platypalpus sichuanensis
Platypalpus sichuanensis är en tvåvingeart som beskrevs av Yang 1993. Platypalpus sichuanensis ingår i släktet Platypalpus och familjen puckeldansflugor.
Artens utbredningsområde är Sichuan (Kina). Inga underarter finns listade i Catalogue of Life.